# Todirostre de Lulu
Poecilotriccus luluae
Espèce
Statut de conservation UICN

 LC  : Préoccupation mineure
Le Todirostre de Lulu (Poecilotriccus luluae), aussi appelé Microtyran de Lulu, est une espèce de passereau de la famille des Tyrannidae,.
Son nom est dédié à Lulu May Lloyd Von Hagen (1912–1998).

## Distribution
Cet oiseau vit au nord du Pérou (cordillère de Colán) et dans les régions adjacentes des Andes orientales,,.

## Systématique
Cette espèce est monotypique selon la classification de référence du Congrès ornithologique international (version 9.1, 2019).